# Arechis I de Benevento
Arechis I (de asemenea, Arigis, Aretchis) (d. 641) a fost cel de al doilea duce de Benevento de la 591 până la moarte, având parte de o domnie de o jumătate de secol.
Arechis era originar din Friuli-Veneția Giulia, fiind rudă cu ducii longobarzi de acolo și probabil nepot al lui Zotto, predecesorul său în Benevento. El a fost numit de către regele Agilulf în primăvara anului 591, după moartea lui Zotto. El a fost practic un conducător independent, mai ales prin prisma faptului că ducatul său era despărțit de Langobardia Major din nordul Italiei printr-o fâșie de teritoriu aflat încă sub controlul bizantin.
Arechis a cucerit Capua și Venafro în Campania, precum și suprafețe consistente din Basilicata și Calabria.  Ca și Zotto, el a eșuat în tentativa de a cuceri Napoli. În schimb, a reușit să captureze Salerno către finele anilor '20.
Ultimii ani de domnie și i-a petrecut căutând să stabilească bune relații cu romano-catolicii de pe cuprinsul posesiunilor sale și să își impună ca succesor pe fiul său. La moartea sa, independența ducatului de Benevento era asigurată, iar posesiunile sale au fost preluate de fiul său, Aiulf I.